# ماركو ألونسو فيلا
ماركو ألونسو فيلا (بالإسبانية: Marco Alonso Vela)‏ هو سياسي مكسيكي، ولد في 10 أكتوبر 1961 في ولاية يوكاتان في المكسيك. حزبياً، نشط في الحزب الثوري المؤسساتي. وقد انتخب عضو مجلس النواب المكسيك.